# Dreuil-lès-Amiens
Dreuil-lès-Amiens – miejscowość i gmina we Francji, w regionie Hauts-de-France, w departamencie Somma.
Według danych na rok 1990 gminę zamieszkiwały 1613 osoby, a gęstość zaludnienia wynosiła 507 osób/km² (wśród 2293 gmin Pikardii Dreuil-lès-Amiens plasuje się na 167. miejscu pod względem liczby ludności, natomiast pod względem powierzchni na miejscu 1042.).